# Chelidonium russoi
Chelidonium russoi är en skalbaggsart som beskrevs av Friedrich F. Tippmann 1955. Chelidonium russoi ingår i släktet Chelidonium och familjen långhorningar. Inga underarter finns listade i Catalogue of Life.